# Novo Selo, Kičevo
Novo Selo (makedonska: Ново Село) är en ort i Nordmakedonien. Den ligger i kommunen Kičevo, i den västra delen av landet, 60 km sydväst om huvudstaden Skopje. Novo Selo ligger 1 044 meter över havet och antalet invånare är 220.